# 伊欽斯基火山
伊欽斯基火山（羅馬化：Ichinsky）是俄羅斯的火山，位於堪察加半島中部，屬於中部山脈的一部分，海拔高度3,607米，山體在更新世至全新世形成，最近一次火山噴發在公元1740年發生。